# Горња Горица (Корча)
Горња Горица (алб. Goricë e Madhe) је насељено место у општини Пустец у округу Корча, Албанија. Према попису из 1989. године било је 489 становника.
Према бугарском географу и историчару, Василу Канчову, у Горњој Горици је 1900. године живело 285 Словена хришћана.